# 레나트 얀바예프
| 이 사람의 이름은 동슬라브어군 이름입니다. 첫 번째 성은 얀바예프 이며 부칭은 루돌포비치 입니다. |

레나트 루돌포비치 얀바예프(러시아어: Ренат Рудольфович Янбаев, 1984년 4월 7일 ~)는 러시아의 축구 행정가이자 전 측면 수비수(주로 좌측을 맡음)였던 선수였다. 그는 현재 크라스노예 즈마냐 노긴스크의 단장이다. 그는 러시아인 모친과 볼가 타타르인 부친 사이에서 출생했다.

## 클럽 경력
얀바예프는 CSKA 모스크바의 학교와 유소년부에서 축구를 시작했다. 그는 2007년 여름에 쿠반 크라스노다르 소속으로 2007년 러시아 프리미어리그 시즌에 12번의 리그 경기에 출전해 1골을 기록한 상황에 이적했다. 본래 좌측을 맡는 미드필더였던 그는 로코모티프 모스크바에서 좌측 수비수(우측 수비수로도 활약할 수 있었다)로 전향했다. 얀바예프는 로코모티프 모스크바에서 활약하던 중에 러시아 국가대표팀으로 차출되었다. 2012-13 시즌 초, 슬라벤 빌리치가 감독으로 취임했을 때, 얀바예프는 주전 지위를 안드레이 예셴코에게 내주었다. 출전 시간을 확보하기 위해, 그는 2012년 9월에 제니트로 임대되었다. 2013년 1월 겨울 이적시장에서, 예셴코가 안지 마하치칼라로 떠나면서, 얀바예프는 로코모티프 선수단에 복귀했다.
2017년 6월 5일, 그는 자유 이적으로 10년을 활약했던 로코모티프 모스크바를 떠났다. 2017년 6월 13일, 그는 크라스노다르와 2년 계약을 맺었다. 2018년 7월 24일, 그는 상호 계약 해지로 크라스노다르를 떠났다.

## 국가대표팀 경력
2008년 2월, 그는 러시아 국가대표팀으로 차출되었다.

## 경력 통계

### 클럽
2018년 5월 13일 기준
| 구단                | 시즌       | 리그                    | 리그 | 리그 | 컵   | 컵 | 대륙 | 대륙 | 기타 | 기타 | 합계 | 합계 |
| 구단                | 시즌       | 리그명                  | 출장 | 골   | 출장 | 골 | 출장 | 골   | 출장 | 골   | 출장 | 골   |
| ------------------- | ---------- | ----------------------- | ---- | ---- | ---- | -- | ---- | ---- | ---- | ---- | ---- | ---- |
| CSKA 모스크바       | 2001       | 러시아 프리미어리그     | 0    | 0    | 0    | 0  | –    | –    | –    | –    | 0    | 0    |
| CSKA 모스크바       | 2002       | 러시아 프리미어리그     | 0    | 0    | 0    | 0  | 0    | 0    | –    | –    | 0    | 0    |
| 안지 마하치칼라     | 2003       | 러시아 풋볼 내셔널 리그 | 20   | 1    | 4    | 0  | –    | –    | –    | –    | 24   | 1    |
| CSKA 모스크바       | 2004       | 러시아 프리미어리그     | 0    | 0    | 0    | 0  | 0    | 0    | –    | –    | 0    | 0    |
| CSKA 모스크바       | 합계 (2회) | 합계 (2회)              | 0    | 0    | 0    | 0  | 0    | 0    | 0    | 0    | 0    | 0    |
| 힘키                | 2005       | 러시아 내셔널 리그      | 20   | 0    | 2    | 0  | –    | –    | –    | –    | 22   | 0    |
| 쿠반 크라스노다르   | 2006       | 러시아 내셔널 리그      | 42   | 4    | 1    | 0  | –    | –    | –    | –    | 43   | 4    |
| 쿠반 크라스노다르   | 2007       | 러시아 프리미어리그     | 12   | 1    | 0    | 0  | –    | –    | –    | –    | 12   | 1    |
| 쿠반 크라스노다르   | 합계       | 합계                    | 54   | 5    | 1    | 0  | 0    | 0    | 0    | 0    | 55   | 5    |
| 로코모티프 모스크바 | 2007       | 러시아 프리미어리그     | 12   | 0    | 0    | 0  | 4    | 0    | –    | –    | 16   | 0    |
| 로코모티프 모스크바 | 2008       | 러시아 프리미어리그     | 27   | 0    | 2    | 0  | –    | –    | 1    | 0    | 30   | 0    |
| 로코모티프 모스크바 | 2009       | 러시아 프리미어리그     | 30   | 0    | 1    | 0  | –    | –    | –    | –    | 31   | 0    |
| 로코모티프 모스크바 | 2010       | 러시아 프리미어리그     | 30   | 0    | 0    | 0  | 2    | 0    | –    | –    | 32   | 0    |
| 로코모티프 모스크바 | 2011–12    | 러시아 프리미어리그     | 35   | 0    | 2    | 0  | 8    | 1    | –    | –    | 45   | 1    |
| 제니트              | 2012–13    | 러시아 프리미어리그     | 11   | 1    | 2    | 0  | 0    | 0    | –    | –    | 13   | 1    |
| 로코모티프 모스크바 | 2012–13    | 러시아 프리미어리그     | 11   | 1    | –    | –  | –    | –    | –    | –    | 11   | 1    |
| 로코모티프 모스크바 | 2013–14    | 러시아 프리미어리그     | 19   | 0    | 1    | 0  | –    | –    | –    | –    | 20   | 0    |
| 로코모티프 모스크바 | 2014–15    | 러시아 프리미어리그     | 16   | 0    | 1    | 0  | 0    | 0    | –    | –    | 17   | 0    |
| 로코모티프 모스크바 | 2015–16    | 러시아 프리미어리그     | 10   | 0    | 2    | 0  | 3    | 0    | –    | –    | 15   | 0    |
| 로코모티프 모스크바 | 2016–17    | 러시아 프리미어리그     | 16   | 0    | 3    | 0  | –    | –    | –    | –    | 19   | 0    |
| 로코모티프 모스크바 | 합계 (2회) | 합계 (2회)              | 206  | 1    | 12   | 0  | 17   | 1    | 1    | 0    | 236  | 2    |
| 크라스노다르        | 2017–18    | 러시아 프리미어리그     | 1    | 0    | 1    | 0  | 1    | 0    | –    | –    | 3    | 0    |
| 경력 합계           | 경력 합계  | 경력 합계               | 312  | 8    | 22   | 0  | 18   | 1    | 1    | 0    | 353  | 9    |

1. ↑  러시아 슈퍼컵 출장 경기 기록 포함

## 수상

### 클럽
로코모티프 모스크바
- 러시아 컵: 2014–15, 2016–17

### 국가대표팀
러시아
- 유럽 선수권 대회 4강: 2008